# プロ野球スピリッツ3
『プロ野球スピリッツ3』（プロやきゅうスピリッツスリー）は、コナミデジタルエンタテインメント（以下、KDE-J）から、2006年4月6日にPlayStation 2及びXbox 360のダブルプラットフォーム向けに発売されたリアル野球ゲーム。『プロ野球スピリッツ』シリーズの3作目にあたる。略称は『プロスピ3』。
本来はこの作品でシリーズが終了するはずだったが、好評により続編（『プロ野球スピリッツ4）の発売が決定した。
Xbox 360版には、リアル野球ゲーム史上初のオンライン対戦が収録されており、全国のプレイヤーと対戦できるようになっている。
今作の「ペナントレースモード」からは真剣ペナント・MVPペナント・名将ペナント・フリーペナントの4種類の楽しみ方ができるようになっている。また、新モードとして｢トライアル・ストライクピッチ｣が登場している。
リアル野球ゲームとして評価の高いシリーズであるが、本作では発売当初から様々な誤作動やプログラムミスが複数ユーザーから指摘されている。（後述）

## ペナントレースモード解説
真剣（マジ）ペナント
セ・リーグ公式戦146試合、またはパ・リーグ公式戦136試合に加え、日本選手権シリーズ・アジアシリーズまで自分で全てプレイするモード。200以上のミッションがある。ミッションをクリアするとMCPをもらえるものがあり、選手の能力によるが3→10→30→60→100→150→230、この数値以上のMCPを超えると覚醒ミッションが発生する。これをクリアすると選手が覚醒し、能力が格段にUPする。
MVPペナント
プレイヤーが任意の1選手になりきって、ペナントレースを行うモード。自選手がチーム内でどんな起用をされるかはチームの監督（com）任せであり、自分の打順の変更などは出来ない(例外として、東京ヤクルトスワローズの古田敦也選手兼任監督のみ、試合中の選手交代が可能。ただしこの場合も先発投手やスタメン決定は不可)。日程スキップが出来ない、一部ミッションが登場するなど、基本は前述の真剣ペナントと同様。
名将ペナント
任意チームの監督の立場でペナントレースを戦うモード。ただし、試合中にサイン（盗塁を命ずるなど）を出すなどが出来ない。選手の獲得や、選手の起用法を細かく設定できるなど、どちらかといえばGM(ゼネラルマネージャー)的立場となる。
フリーペナント
一番自由度の高いペナントモード。日程を任意でスキップできたり、MVPペナントのように1選手のみを担当することなども出来る。ただしミッションが発生せず、選手の覚醒はできない（チームエディットによって覚醒済みの選手を編入、使用することはできる）。

## 実況・解説
- 実況：山口富士夫
- 解説：投手･宮本和知・西崎幸広
- 打者・田尾安志・達川光男

本作から『5』まで、実況・解説は変更されていない。

## 主なスタッフ
- 製作 - パワプロプロダクション
  - プロデューサー - 奥谷友春・難波和宏
  - 統括プロデューサー - 谷渕弘